# Otto von Grove

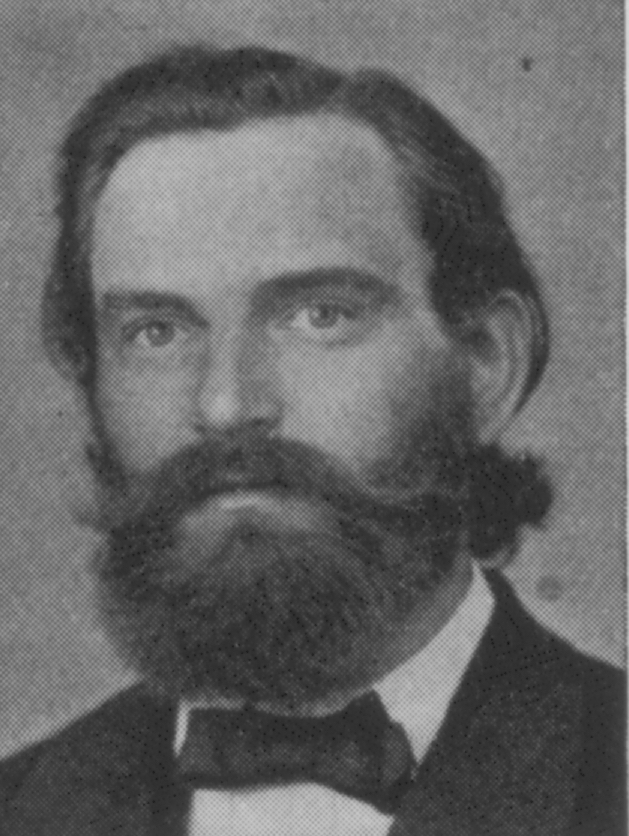
Otto Grove

Otto Karl Ritter von Grove (* 6. Februar 1836 in Goslar; † 19. Mai 1919 in München) war ein deutscher Eisenbahn-Maschinenbauingenieur und Hochschullehrer sowie Geheimer Regierungsrat.

## Leben
Otto Grove wurde zur Zeit des Königreichs Hannover im Jahr 1836 in der Oberharzer Bergstadt Goslar geboren. Seine Ausbildung erhielt er in der Residenzstadt Hannover, wo er an der dortigen seinerzeitigen Polytechnischen Schule seine erste Staatsprüfung im Fach Maschinenbau ablegte. Ebenfalls an der Polytechnischen Schule zu Hannover wirkte Grove ab 1858 zunächst als Assistent von Moritz Rühlmann, um 1860 dort die Nachfolge von August Ritter als Lehrer für Maschinenbau anzutreten. Parallel zu seinen Hochschultätigkeiten engagierte sich Grove als eines der führenden Mitglieder in der Direktion des Gewerbevereins für das Königreich Hannover, neben Karl Karmarsch, Friedrich Heeren, Moritz Rühlmann, dem Architekten Heinrich Köhler und anderen. Als der Bauingenieur August von Kaven 1869 zum Direktor des Polytechnikums Aachen berufen wurde, wollte er Grove an die Bildungseinrichtung in Aachen mitnehmen. Karmarsch gelang es jedoch, Grove zum Bleiben in Hannover zu bewegen. In der Gründerzeit des Deutschen Kaiserreichs folgte Otto Grove 1879 einem Ruf an die neugegründete Königlich Technische Hochschule Charlottenburg, während Wilhelm Riehn Groves Nachfolge in Hannover antrat. Grove jedoch wechselte schon etwa ein Jahr später von Berlin nach München an die Ludwig-Maximilians-Universität.
Am 13. Juni 1901 wurde dem mittlerweile zum Geheimen Regierungsrat erhobenen und in München tätigen Otto Grove durch die Technische Hochschule in Hannover die Würde des Dr.-Ing. e. h. verliehen. Auch die Wirkungsstätte Groves in München verlieh ihrem Hochschullehrer, der zudem in den Adelstand erhoben worden war, die Ehrendoktorwürde. Otto Grove trat 1870 dem Verein Deutscher Ingenieure (VDI) und dem neu gegründeten Hannoverschen Bezirksverein des VDI mit der Mitgliedsnummer 1755 bei. Später gehörte er dem Bayerischen Bezirksverein des VDI an. Er publizierte über die Zeitschrift des Vereines Deutscher Ingenieure auch verschiedene Beiträge zum Eisenbahnmaschinenbauwesen.

## Werke (Auswahl)

### Technische Bauten
- um 1875: Anschlussbahn mit Seilbetrieb der Kohlenzeche Antonia bei Bantorf am Deister an die Eisenbahn Weetzen Haste; als schmalspurige Zechenbahn entwickelt[7]

### Schriften
- Otto von Grove: Formeln, Tabellen und Skizzen für das Entwerfen einfacher Maschinenteile. Schmorl & von Seefeld, Hannover 1880.
- Paul von Lossow (Hrsg.): Maschinenteile. In 2 Bänden. Zur Ergänzung der Vorlesungen und zum Gebrauch bei den Konstruktionsübungen an technischen Lehranstalten. 17., völlig umgearbeitete Auflage der Grove'schen Formeln, Tabellen und Skizzen für das Entwerfen einfacher Maschinenteile. Band 1: Maschinenteil. S. Hirzel, Leipzig 1929.